# فتیله شمع

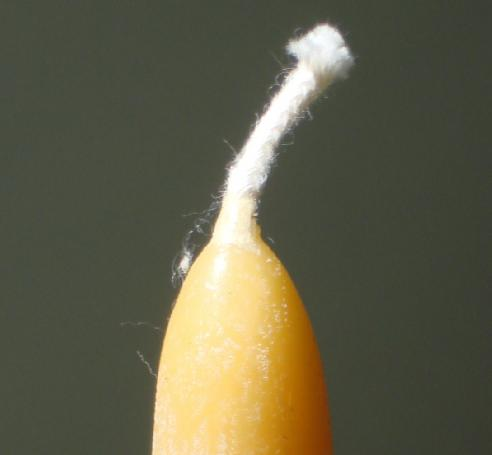
یک فتیله شمع در یک شمع

فتیله شمع (انگلیسی: Candle wick) نخ شمع یا فتیله چراغ معمولاً از پنبه بافته‌شده ساخته می‌شود و شعله شمع یا چراغ موشی را نگه می‌دارد. فتیله شمع با استفاده از خاصیت مویینگی کار می‌کند؛ یعنی سوخت را به سمت شعله می‌کشاند. زمانی که سوخت مایع، که معمولاً همان موم ذوب‌شده شمع است، به شعله می‌رسد، بخار شده و می‌سوزد. به عبارت دیگر، فتیله، موم مایع را به درون شعله می‌کشاند تا بسوزد. فتیله شمع در نحوه سوختن شمع تأثیرگذار است. از جمله ویژگی‌های مهم فتیله می‌توان به قطر، سفتی، مقاومت در برابر آتش و نحوه محکم شدن آن اشاره کرد.
گاهی اوقات فتیله‌ها به صورت نواری بافته می‌شوند تا هنگام سوختن به داخل شعله خم شوند و به این ترتیب، خودبه‌خود بسوزند و نیاز به کوتاه کردن نداشته باشند. اندازه فتیله تعیین می‌کند چه مقدار سوخت به شعله منتقل شود.